# ジャグロープ・シン
ジャグロープ・シン（Jagroop Singh, 1991年5月16日 - ）は、インド・パンジャーブ州グルダースプル出身のサッカー選手。エア・インディアFC所属。ポジションはゴールキーパー。

## 経歴
2010-11シーズンにインディアン・アローズでプロデビューした。

## 所属クラブ
- インディアン・アローズ 2010-2011
- ユナイテッドSC 2011-2012
- エア・インディアFC 2012-2013

→  イーグルスFC 2013-2014 (loan)
- デリー・ディナモスFC 2014-2015
- エア・インディアFC 2015-